# Castell de Juvigny
El castell de Juvigny, situat a Juvigny, al departament de Marne a la regió francesa de Xampanya-Ardenes, és un monument històric inscrit, obra de l'arquitecte Rémois Nicolas Petit (1702-1705), que fou adquirit sota l'Imperi per Alexandre Godart de Blacy. Està ubicat entre un llac de 5 ha i un magnífic parc de 18 ha dissenyat pel famós jardiner reial André Le Nôtre.

## Història
L'actual castell de Juvigny, situat prop del llac dels Grands Prés, va ser construït sota la direcció de l'arquitecte reims Nicolas Petit entre 1702 i 1705 segons els plans de Robert de Cotte. El castell limita amb un parc boscós de 18 hectàrees. Aquest parc d'estil francès va ser modificat i es va convertir en un parc d'estil anglès. El castell està envoltat per un fossat ple d'aigua. El parc sol estar obert al públic en les Jornades del Patrimoni. El castell també acull habitacions d'hostes.
Les façanes i cobertes del castell, els fossats i el pont d'accés al pati estan catalogats com a monuments històrics per ordre del 26 d'agost de 1988. La lleteria, el parc, la tarongera, l'horta i el seu mur de tancament, una fàbrica de branques al jardí, el carreró que porta a l'entrada del castell i el pont del parc són objecte d'inscripció per decret de 31 de maig de 2010.